# Maggie Smith
Dame Margaret Natalie Cross Smith, CH DBE (Ilford, 28 de desembre de 1934 - Londres, 27 de setembre de 2024), coneguda com a Maggie Smith, va ser una actriu de cinema, teatre i televisió anglesa. Amb una extensa carrera en la pantalla i l'escenari que va començar a mitjan dècada del 1950, Smith ha aparegut en més de 60 pel·lícules i 70 obres de teatre.
Va començar la seva carrera a l'Oxford Playhouse Theatre amb Frank Shelley, i la seva primera aparició al cinema va ser en 1956. El 1969 va guanyar l'Oscar a la millor actriu pel seu paper en The Prime of Miss Jean Brodie. També va guanyar l'Oscar a la millor actriu de repartiment pel seu paper a California Suite el 1978.
Ha estat casada dues vegades; primer amb Robert Stephens, de qui es va divorciar, i després amb Beverley Cross (ell va morir). Va tenir dos fills (amb Robert Stephens): els actors Toby Stephens i Chris Larkin.
El 27 de setembre del 2024 va morir de forma pacífica a l'hospital, segons van anunciar els seus fills.

## Filmografia

### Cinema
- 1963 - Hotel Internacional, d'Anthony Harvey
- 1964 - The Pumpkin Eater
- 1965 - El somiador rebel (Young Cassidy), de Jack Cardiff
- 1965 - Othello, de Stuart Burge
- 1967 - Dones a Venècia, de Joseph L. Mankiewicz
- 1969 - Oh! What a Lovely War, de Richard Attenborough
- 1969 - The Prime of Miss Jean Brodie, de Ronald Neame
- 1972 - Viatges amb la meva tia, de George Cukor
- 1975 - Un cadàver a les postres, de Peter Sellers
- 1978 - California Suite, de Herbet Ross
- 1978 - Mort al Nil, de John Guillermin
- 1981 - Quartet, de James Ivory
- 1981 - Lluita de titans (Clash of the Titans), de Desmond Davis
- 1982 - Mort sota el sol, de Guy Hamilton
- 1982 - El missioner, de Richard Loncraine
- 1983 - Ménage à trois (Better Late Than Never)
- 1984 - Funció privada, de Malcolm Mowbray
- 1986 - Una habitació amb vista, de James Ivory
- 1987 - La solitària passió de Judith Hearne, de Jack Clayton
- 1991 - Hook, de Steven Spielberg
- 1991 - Sister Act, d'Emile Andolino
- 1993 - The Secret Garden, d'Agniezska Holland
- 1993 - Sister Act 2: Back in the Habit, de Bill Dukes
- 1995 - Ricard III (Richard III), de Richard Loncraine
- 1996 - El club de les primeres esposes, de Hugh Wilson
- 1997 - Washington Square, d'Agnieska Holland
- 1997 - Crida a escena (Curtain Call)
- 1999 - Tea with Mussolini, de Franco Zeffirelli
- 2001 - Gosford Park, de Robert Altman
- 2001 - Harry Potter i la pedra filosofal, de Chris Columbus
- 2002 - El clan Ia-Ia, de Callie Khurie
- 2003 - Harry Potter i la càmera secreta, de Chris Columbus
- 2003 - My House in Umbria, de Richard Loncraine
- 2004 - L'última primavera, de Charles Dance
- 2004 - Harry Potter i el presoner d'Azkaban, d'Alfonso Cuarón
- 2005 - Harry Potter i el calze de foc, de Mike Newell
- 2005 - Secrets de família, de Niall Johnson
- 2006 - La jove Jane Austen, de Julian Jarrold
- 2007 - Harry Potter i l'Ordre del Fènix, de David Iots
- 2009 - Harry Potter i el Misteri del Príncep, de David Yates
- 2009 - From Time to Time, de Julian Fellowes
- 2010 - La mainadera màgica i el gran bum!, de Susanna White[6]
- 2011 - Harry Potter i les relíquies de la Mort - Part 2, de David Yates
- 2011 - The Best Exotic Marigold Hotel, de John Madden
- 2012 - El quartet, de Dustin Hoffman
- 2014 - My Old Lady, d'Israel Horovitz
- 2015 - La dama de la furgoneta (The Lady in the Van), de Nicholas Hytner

## Teatre
- Breath Of Life (2002)
- The Lady in Van (2000)
- A Delicate Balance (1997)
- Three Tall Woman (1994)
- La importància d'anomenar-se Ernest (1993)
- Lettice and Lovage (1990)
- Lettice and Lovage (1987)
- The Infernal Machine (1986)
- Interpreters (1985)
- The Way of the World (1984)
- Virgínia (1981)
- Nit i dia (1980)
- Priva't Lives (1975)
- Snap! (1974)
- Molt soroll per no-res (1965)
- Mary, Mary (1963)
- The Private Ear (1962)
- The Public Eye (1962)
- The Rehearsal (1961)
- Share my Lettuce (1957)

## Premis i nominacions

### Oscar
| Any  | Categoria                | Pel·lícula                      | Resultat   | Ref.   |
| ---- | ------------------------ | ------------------------------- | ---------- | ------ |
| 1965 | Millor actriu secundària | Herostratus                     | Nominada   | [ 7 ]  |
| 1969 | Millor actriu            | Els millors anys de Miss Brodie | Guanyadora | [ 8 ]  |
| 1972 | Millor actriu            | Viatges amb la meva tia         | Nominada   | [ 9 ]  |
| 1978 | Millor actriu secundària | California Suite                | Guanyadora | [ 10 ] |
| 1986 | Millor actriu secundària | Una habitació amb vista         | Nominada   | [ 11 ] |
| 2001 | Millor actriu secundària | Gosford Park                    | Nominada   | [ 12 ] |

### Globus d'Or
| Any  | Categoria                                               | Pel·lícula                      | Resultat   |
| ---- | ------------------------------------------------------- | ------------------------------- | ---------- |
| 1964 | Nova estrella                                           | Hotel internacional             | Nominada   |
| 1966 | Millor actriu dramàtica                                 | Otel·lo                         | Nominada   |
| 1970 | Millor actriu dramàtica                                 | Els millors anys de Miss Brodie | Nominada   |
| 1973 | Millor actriu musical o còmica                          | Viatges amb la meva tia         | Nominada   |
| 1979 | Millor actriu musical o còmica                          | California Suite                | Guanyadora |
| 1987 | Millor actriu secundària                                | Una habitació amb vista         | Guanyadora |
| 2002 | Millor actriu secundària                                | Gosford Park                    | Nominada   |
| 2004 | Millor actriu en minisèrie o telefilm                   | My House in Umbria              | Nominada   |
| 2012 | Millor actriu secundària en sèrie, minisèrie o telefilm | Downton Abbey                   | Nominada   |
| 2013 | Millor actriu secundària en sèrie, minisèrie o telefilm | Downton Abbey                   | Guanyadora |
| 2013 | Millor actriu musical o còmica                          | El quartet                      | Nominada   |

### BAFTA[13]
- Nominada 2001 BAFTA a la millor actriu de repartiment 	Gosford Park
- Guanyadora 1999 BAFTA a la millor actriu de repartiment 	Tea with Mussolini
- Guanyadora el 1996 BAFTA honorífic
- Nominada 1993 BAFTA a la millor actriu de repartiment 	El jardí secret
- Guanyadora 1988 BAFTA a la millor actriu 	La solitària passió de Judith Hearne
- Guanyadora 1986 BAFTA a la millor actriu 	Una habitació amb vista
- Guanyadora 1985 BAFTA a la millor actriu 	Funció privada
- Nominada 1981 BAFTA a la millor actriu 	Quartet
- Nominada 1979 BAFTA a la millor actriu 	California Suite
- 1978 BAFTA a la millor actriu de repartiment 	Mort al Nil 	Nominada
- 1969 BAFTA a la millor actriu 	Els millors anys de Miss Brodie 	Guanyadora
- 1965 BAFTA a la millor actriu britànica 	Young Cassidy 	Nominada
- 1958 BAFTA a la millor actriu Nowhere to Go Nominada

### Tony
- Guanyadora 1990 Millor actriu 	“Lettice and Lovage”
- Nominada 1980 Millor actriu 	Nit i dia.
- Nominada 1975 Millor actriu 	Private Lives.
- Guanyadora el 2001 del premi “GOLDEN SATELLITE” a la millor actriu secundària a una comèdia Gosford Park

### Emmy[14]
- Premi Emmy a la millor actriu de televisió (2002)
- Premi Emmy a la millor actriu secundària de televisió (2011)
- Candidata al premi de millor actriu de televisió (1993, 1999)

### Altres
- Candidata al premi del públic a la millor actriu europea de l'any dels premis de l'Acadèmia de Cinema Europea(2005, 2001)
- Premi de l'associació de Crítics Cinematogràfics de Kansas Millor actriu secundària (2001)
- Candidata al premi Àpex de millor actriu secundària a una pel·lícula de suspens (1982, 1995)
- Candidata al premi Àpex a la millor actriu secundària a una comèdia (1986, 2001)
- Candidata al premi Àpex de millor actriu secundària a una pel·lícula fantàstica o de terror (1991)
- Candidata al premi Fennecus de millor actriu secundària (1986, 2001)